# Arcaico (geología)
| Supereón    | Eón          | Millones años |
| ----------- | ------------ | ------------- |
|             | Fanerozoico  | 542,0 ±1,0    |
| Precámbrico | Proterozoico | 2500          |
| Precámbrico | Arcaico      | 4000          |
| Precámbrico | Hádico       | ca. 4567      |

El Arcaico o eón arcaico —anteriormente conocido como Arqueozoico y en ocasiones Arqueano (este último, un anglicismo)— es una división de la escala temporal geológica, es la segunda división geológica del Precámbrico. Comienza hace 4000 millones de años, después del eón Hádico, y finaliza hace 2500 millones de años cuando comienza el eón Proterozoico, con una duración de 1500 millones de años. Las fechas se definen cronométricamente, en lugar de estar basadas en la estratigrafía. Este eón ha sido definido formalmente por la Comisión Internacional de Estratigrafía como unidad geocronométrica, es decir sus límites temporales se han establecido por convenio como edades absolutas (GSSA por las siglas en inglés de global standard stratigraphic age). En la literatura antigua, el Hádico se incluye como parte del Arcaico. El nombre «arcaico» proviene del griego antiguo «αρχή», que significa «comienzo», «origen».
En este período se produce una evolución de la corteza terrestre, por lo cual tuvo que haber una tectónica de placas (movimiento de placas) y una estructura interna terrestre similar a la que conocemos hoy en día, aunque la diferenciaba el exceso de calor. Se calcula que había más actividad tectónica debido a la mayor velocidad con que se produce la litosfera, por lo cual también cabría esperar que hubiese mayor actividad en las dorsales y un mayor número de ellas, así como mayor actividad en las zonas de subducción y mayor número de placas y más pequeñas, evidentemente.

## Tierra

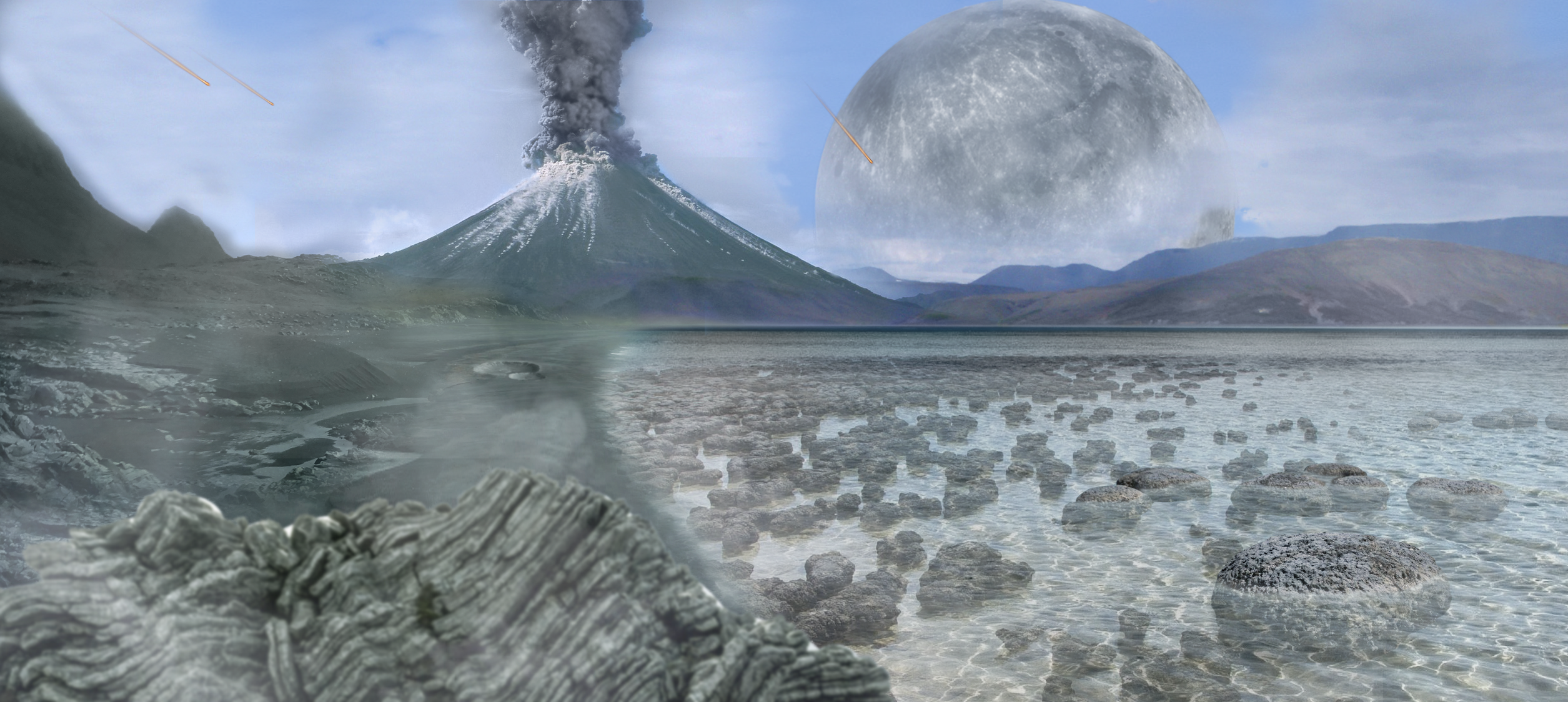
Recreación del Arcaico.

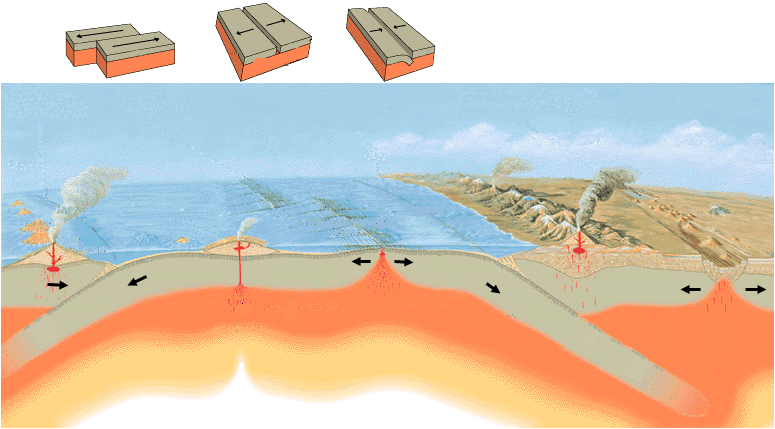
Esquema de la tectónica de placas.

A comienzos del Arcaico, el flujo de calor de la Tierra era casi tres veces superior al que es hoy, y el doble que a principios del Proterozoico (2500 m.a.). El calor adicional se puede haber debido al remanente de la acreción planetaria, en parte procedente del calor de formación del núcleo de hierro y en parte por una mayor producción de calor radiogénico por radionúcleos de corta duración, como el uranio-235. La mayoría de las rocas que aún sobreviven son metamórficas e ígneas. La actividad volcánica era considerablemente más alta que hoy, con numerosos puntos calientes, fosas tectónicas y lavas eruptivas incluyendo tipos inusuales como la de komatita. 
Sin embargo, predominan las rocas ígneas intrusivas en los remanentes de los cratones de la corteza terrestre que sobreviven hoy. Estas son magmas que se infiltraron en las rocas, pero solidificaron antes de que pudieran llegar a la superficie de la Tierra. Como ejemplos podemos citar grandes placas fundidas y voluminosas masas plutónicas de granito, diorita, anortosita y monzonita.
La Tierra de comienzos del Arcaico puede haber tenido un diferente estilo tectónico. Algunos científicos piensan que, debido a que la Tierra estaba más caliente, la actividad de placas tectónicas era más fuerte que actualmente, resultando en una mayor tasa de reciclaje de material. Esto puede haber impedido la formación de cratones y continentes hasta que el manto se enfriara y la corriente de convección se ralentizara. Otros argumentan que el manto subcontinental litosférico era demasiado grande para subducir, y que la falta de rocas arcaicas es debida a la erosión producida por los sucesos tectónicos posteriores. La cuestión de la actividad tectónica en el Arcaico es un área activa de la moderna investigación geocientífica.

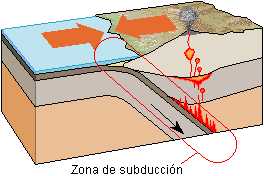
Esquema de una zona de subducción.

No hubo grandes continentes hasta finales del arcaico, con la formación de Kenorland: los protocontinentes pequeños como Vaalbará y Ur eran la norma, puesto que la alta tasa de actividad geológica impedía la coalescencia en unidades más grandes. Estos protocontinentes félsicos probablemente se formaban en los puntos calientes en lugar de en las zonas de subducción, a partir de una variedad de fuentes: diferenciación ígnea de rocas máficas para producir rocas intermedias y félsicas, magma máfica fusionando rocas félsicas y obligando a la granitization de rocas intermedias, fusión parcial de rocas máficas y alteración metamórfica de las rocas sedimentarias félsicas. Es posible que tales fragmentos continentales no se hayan conservado a menos que fueran lo suficientemente grandes o afortunados para evitar las enérgicas zonas de subducción.
Una explicación para la falta general de rocas hadeicas (de más de 3800 millones de años) es la gran cantidad de desechos extrasolares presentes en el sistema solar temprano. Incluso después de la formación planetaria, existía todavía una gran cantidad de grandes asteroides y meteoritos que bombardeaban la Tierra hasta alrededor de hace 3.800 millones de años. Un aluvión particularmente grande de impactos, conocido como bombardeo intenso tardío, pudo haber impedido la formación de grandes masas de corteza destrozando literalmente los primeros protocontinentes.

## Agua y atmósfera

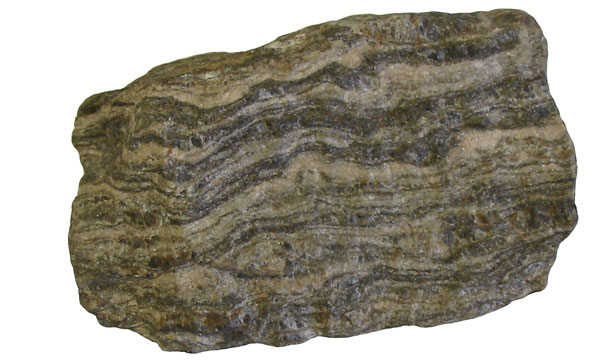
Gneis.

En este período, la atmósfera aparentemente carecía de oxígeno libre. Las temperaturas parecen haber estado cerca de los niveles modernos, incluso a los 500 millones de años de formación de la Tierra, con agua líquida presente, como lo demuestran algunos gneises muy deformados producidos por metamorfismo de protolitos sedimentarios. Los astrónomos creen que el sol era alrededor de un tercio de brillante que en la actualidad, lo que puede haber contribuido a la disminución de la temperatura media terrestre. 
Se piensa que en esta época había el mayor volumen de gases de efecto invernadero que en cualquier otro momento de la historia de la Tierra. Al finalizar el Arcaico, hace 2500 millones de años, la actividad de la tectónica de placas puede haber sido similar a la de la Tierra moderna. Algunas cuencas sedimentarias bien conservadas y las pruebas de arcos volcánicos, fosas tectónicas intracontinentales, colisiones continente-continente y sucesos orogénicos generalizados sugieren la formación y destrucción de uno o tal vez varios supercontinentes. El agua líquida era frecuente, y se conoce la existencia de cuencas oceánicas profundas por la presencia de formaciones de hierro bandeadas, sedimentación química y capas de sílex y basaltos.

## Geología

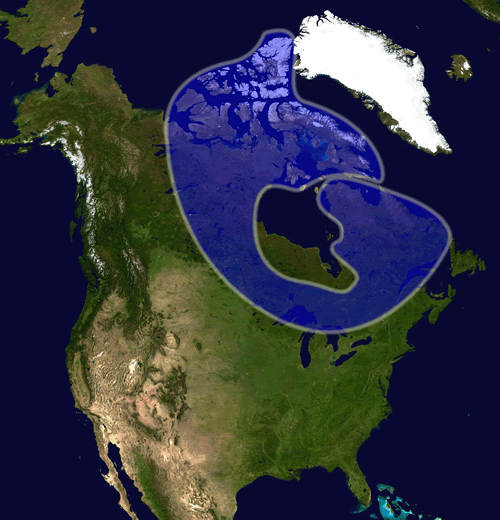
El escudo Canadiense, la zona de la Tierra con más rocas arcaicas expuestas.

Aunque se conocen algunos minerales del eón hadeico, las formaciones rocosas más antiguas expuestas en la superficie de la Tierra se formaron durante el eón Arcaico o son inmediatamente anteriores. Se conocen rocas arcaicas en Groenlandia, Escudo Canadiense, Escudo Báltico, Escocia, India, Brasil, Australia Occidental y Sudáfrica. Aunque los primeros continentes se formaron durante este eón, estas rocas representan sólo el 7 % de los cratones del mundo actual. Incluso considerando la erosión y destrucción de las formaciones anteriores, todo indica que la corteza continental formada durante el Arcaico equivaldría a sólo el 5-40 % de la corteza actual.
En contraste con el Proterozoico, las rocas arcaicas son a menudo sedimentos de aguas profundas fuertemente metamorfizadas, tales como grauvacas, esquistos arcillosos, sedimentos volcánicos y formaciones de hierro bandeado. Las rocas carbonatadas son raras, lo que indica que los océanos eran más ácidos que durante el Proterozoico debido a la disolución de dióxido de carbono. Los cinturones supracorticales son típicos de las formaciones arcaicas y consisten de unidades de rocas ígneas máficas metamorfizadas alternadas con rocas sedimentarias. Las rocas metaígneas se derivan de los arcos insulares volcánicos, mientras que los metasedimentos representan sedimentos de aguas profundas erosionados de los arcos de islas vecinos y depositados en la cuenca. Los cinturones supracorticales representan suturas entre protocontinentes.

## Formas de vida

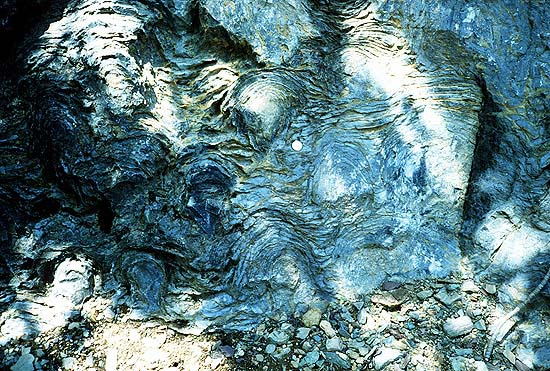
Estromatolito formado por la actividad de cianobacterias.

Se encuentran estromatolitos por todo el Arcaico, siendo especialmente comunes a finales del eón. Los estromatolitos son importantes fósiles que se comienzan a formar hace 3700 millones de años, con una abundancia máxima hace 1250 millones de años. Posteriormente se redujo su abundancia y diversidad, si bien actualmente continúan formándose en algunos lugares. Sin embargo, debe tenerse en cuenta que los primeros estromatolitos con origen microbiano confirmado son de hace 2724 millones de años.
La vida estaba presente probablemente durante todo el Arcaico, pero es probable que estuviera limitada a los organismos procariotas. 
Hace unos 3500 millones de años, durante la Era Paleoarcaica, las bacterias comienzan con la fotosíntesis, que inicialmente era anoxigénica, por lo que no desprende oxígeno. En la actualidad, las bacterias verdes del azufre y no del azufre, y las bacterias púrpura realizan este tipo de fotosíntesis. 
No sería hasta hace unos 2800 millones de años, durante la Era Neoarcaica, cuando surjan los primeros organismos capaces de realizar la fotosíntesis oxigénica (como las cianobacterias) y comiencen a liberar oxígeno molecular al medio ambiente.

## Subdivisiones
La Comisión Internacional de Estratigrafía establece las siguientes subdivisiones (eras/eratemas) del eón Arcaico:
| Supereón    | Eón Eonotema     | Era Eratema                | Periodo Sistema            | Inicio, en millones de años |
| ----------- | ---------------- | -------------------------- | -------------------------- | --------------------------- |
| Precámbrico | Proterozoico     | Neo- proterozoico          | Ediacárico Ediacariano     | ~635                        |
| Precámbrico | Proterozoico     | Neo- proterozoico          | Criogénico Criogeniano     | ~720                        |
| Precámbrico | Proterozoico     | Neo- proterozoico          | Tónico Toniano             | 1000                        |
| Precámbrico | Proterozoico     | Meso- proterozoico         | Esténico Steniano          | 1200                        |
| Precámbrico | Proterozoico     | Meso- proterozoico         | Ectásico Ectasiano         | 1400                        |
| Precámbrico | Proterozoico     | Meso- proterozoico         | Calímico Calymmiano        | 1600                        |
| Precámbrico | Proterozoico     | Paleo- proterozoico        | Estatérico Statheriano     | 1800                        |
| Precámbrico | Proterozoico     | Paleo- proterozoico        | Orosírico Orosiriano       | 2050                        |
| Precámbrico | Proterozoico     | Paleo- proterozoico        | Riásico Rhyaciano          | 2300                        |
| Precámbrico | Proterozoico     | Paleo- proterozoico        | Sidérico Sideriano         | 2500                        |
| Precámbrico | Arcaico Arqueano | Neoarcaico Neoarqueano     | Neoarcaico Neoarqueano     | 2800                        |
| Precámbrico | Arcaico Arqueano | Mesoarcaico Mesoarqueano   | Mesoarcaico Mesoarqueano   | 3200                        |
| Precámbrico | Arcaico Arqueano | Paleoarcaico Paleoarqueano | Paleoarcaico Paleoarqueano | 3600                        |
| Precámbrico | Arcaico Arqueano | Eoarcaico Eoarqueano       | Eoarcaico Eoarqueano       | 4031±3                      |
| Precámbrico | Hádico Hadeano   | Hádico Hadeano             | Hádico Hadeano             | 4567                        |